# Idactus lateralis
Idactus lateralis är en skalbaggsart som beskrevs av Charles Joseph Gahan 1898. Idactus lateralis ingår i släktet Idactus och familjen långhorningar.
Artens utbredningsområde är Kenya. Inga underarter finns listade i Catalogue of Life.